# Der Widerspenstigen Zähmung (1967)
Der Widerspenstigen Zähmung ist ein italienisch-amerikanischer Spielfilm (Literaturadaption) des Regisseurs Franco Zeffirelli aus dem Jahre 1967. Der Film basiert auf einem Schauspiel von William Shakespeare und wurde als Koproduktion der nur für diesen Zweck gegründeten F. A. I. und des Verleihunternehmens Royal Films International produziert.

## Handlung
Die Handlung des Films lehnt sich eng an Shakespeares Komödie an, lediglich die Rahmenhandlung mit dem betrunkenen Kesselflicker Sly/Schlau fehlt.

## Entstehung
Nachdem Shakespeares Lustspiel 1929 mit Mary Pickford und Douglas Fairbanks senior verfilmt worden war, hatten Franco Zeffirelli, der sich zu diesem Zeitpunkt erst als Bühnenregisseur einen Namen gemacht hatte, und sein Agent Dennis van Thal 1965 die Idee, das Stück erneut zu adaptieren – diesmal mit dem berühmtesten Filmpaar der Gegenwart, Elizabeth Taylor und Richard Burton. Burton besaß große Erfahrung als Shakespeare-Darsteller, und er und Taylor waren nicht nur bereit mitzuwirken, sondern investierten als Koproduzenten sogar mehrere Millionen Dollar aus ihrem persönlichen Vermögen in den Film.
Die Dreharbeiten für den in 35 mm und Technicolor produzierten Film fanden zwischen dem 21. März und 6. August 1966 in Dino De Laurentiis’ neu erbauten Studios in Rom statt.

## Rezeption
Der Film wurde am 27. Februar 1967 im Londoner Odeon Leicester Square als Royal Command Performance in Anwesenheit von Princess Margaret uraufgeführt. Er spielte in den USA 7 Mio. Dollar ein und weltweit mehr als 12 Mio. Dollar.

## Kritiken
- Cinema schrieb, das Werk sei ein „köstlicher Liebeskrieg voll Rauflust und Witz“ und „ein vergnüglicher Ehekrach in Versmaß“. „Das Skandal-Paar Liz Taylor und Richard Burton [musste] nur tun, was es auch zuhause tat“.[1]

- moviesection.de: „Beide Schauspieler hatten augenscheinlich einen höllischen Spaß an den Dreharbeiten. Elizabeth Taylor fegt wie eine Naturgewalt durch die Kulissen und ihre Augen sprühen wahrlich Feuer. Richard Burton hält in jeder gemeinsame Szene gekonnt dagegen und so erhält die Verfilmung des Bühnenklassikers alleine durch ihr Spiel eine ungeheure Dynamik. Filmemacher Franco Zeffirelli verlässt sich zu Recht auf die Zugkraft seiner beiden Hauptdarsteller. (...) Hier ist erstklassige und amüsante Unterhaltung garantiert.“[2]

- Evangelischer Filmbeobachter: „Weniger ‚Film‘, aber durch Anpassung an den Geschmack des Publikums von heute, viel Schwung und gute Spiellaune [...] weithin gelungen.“[3]

## Auszeichnungen
Der Film erhielt einige Preise und Nominierungen für die Darstellung (David di Donatello Award, Nominierungen für den British Film Academy Award und Golden Globe Award für Richard Burton; eine Nominierung der British Film Academy für Elizabeth Taylor), einen Kamera-Preis (Best Cinematography Award der British Society of Cinematographers) und Anerkennung als bester Film (David di Donatello Award, Golden-Globe-Nominierung). Danilo Donati wurde 1968 mit dem Nastro d’Argento der Sindacato Nazionale Giornalisti Cinematografici Italiani für die besten Kostüme (Migliori costumi) geehrt.
Bei der Oscarverleihung 1968 war der Film zudem in den Kategorien Bestes Szenenbild (Künstlerische Leitung: Lorenzo Mongiardino, John DeCuir, Elven Webb, Giuseppe Mariani; Set-Dekoration: Dario Simoni und Luigi Gervasi) und Bestes Kostümdesign (Irene Sharaff, Danilo Donati) jeweils für einen Oscar nominiert.